# Caliothrips fasciapennis
Caliothrips fasciapennis är en insektsart som först beskrevs av Harold R. Hinds 1902.  Caliothrips fasciapennis ingår i släktet Caliothrips och familjen smaltripsar. Inga underarter finns listade i Catalogue of Life.